# Marian Żurowski
Marian Aleksander Żurowski (ur. 1923 w Górce, zm. 25 grudnia 1988) – polski duchowny katolicki, kanonista, profesor Akademii Teologii Katolickiej w Warszawie, w latach 1972–1975 dziekan Wydziału Prawa Kanonicznego ATK.

## Życiorys
Egzamin dojrzałości składa w Kaliszu (1946). Bezpośrednio po maturze wstępuje do zakonu jezuitów. Święcenia kapłańskie otrzymuje 23 sierpnia 1953 pod koniec studiów teologicznych. Był długoletnim nauczycielem akademickim Wydziału Prawa Kanonicznego Akademii Teologii Katolickiej w Warszawie. W latach 1972–1975 pełnił funkcję dziekana tego wydziału. Uzyskał tytuł naukowy profesora. W 1983 był promotorem doktoratu honoris causa kard. Józefa Glempa. Poświęcono mu rozprawę doktorską autorstwa Katarzyny Gągor pt. Wkład Księdza Mariana Żurowskiego do rozwoju nauki prawa kanonicznego (2009).

## Wybrane publikacje
- Prawo Nowego Przymierza (1989)
- Kanoniczne prawo małżeńskie Kościoła katolickiego (1987)
- Problem władzy i powierzania urzędów w Kościele katolickim (1985)
- Współuczestnictwo kościelne „Ius ad communionem” (1984)
- Uprawnienia do współuczestniczenia w kościelnej wspólnocie wspólnot „Ius ad communionem” (1979)
- Hierarchiczne funkcje zarządzania kościołem (1979)
- Kanoniczne prawo małżeńskie okresu posoborowego (1976)
- Zarys prawa kanonicznego. T. 2, Prawo osobowe. Z. 2, O władzy zwyczajnej i delegowanej (1970)
- Zarys prawa kanonicznego. T. 2, Prawo osobowe. Z. 3 [vol. 1], O duchowieństwie w szczególności. Cz. 1, Hierarchiczne funkcje zarządzania Kościołem (1970)
- Zarys prawa kanonicznego. T. 2, Prawo osobowe. Z. 1, Normy ogólne prawa osobowego o duchowieństwie w ogólności (1968)[1]